# 2005年の北アイルランド
本項、2005年の北アイルランド（2005年のきたアイルランド、2005_in_Northern_Ireland）では、2005年に北アイルランドで起きた注目すべき出来事を紹介する。北アイルランドは、アイルランド島の北東部に位置するイギリスを構成する国のひとつである。北アイルランドは、南と西でアイルランド共和国と国境を接している。

## 現職
- 第一大臣- 停職中
- 副首相- 停職中
- 国務長官-ポール・マーフィー(5 月 6 日まで)、ピーター・ヘイン(5 月 6 日から)

## イベント
- 1月11日 - 嵐の最中、トラックがフォイル橋から吹き飛ばされ、運転手が死亡した。 [1]
- 1月30日 - ベルファスト在住のロバート・マッカートニーが市内のバーの外で暫定IRAのメンバーによって殺害された。 [2]
- 2月2日 - 暫定 IRAは、共和党の新聞An Phoblachtに対し、北アイルランドの和平プロセスに関連する武器やその他の取引の廃止へのコミットメントから撤退する声明を発表した。 [3]
- 2月9日 - ブレア首相は、7 人が死亡した 1974 年のギルフォードとウーリッジのIRAパブ爆破事件で不当に有罪判決を受けたコンロン家とマクガイア家の 11 人のメンバーに公に謝罪した。家族の生き残ったメンバーは、彼らに対する科学的証拠が信用されなかった1989年に釈放された[4]。
- 2月17日 – 2004 年 12 月にベルファストで発生したノーザン バンク強盗に関連した活動の容疑で、数人がガルダイに拘留された。コーク州で 230 万ポンドが押収された[5]。
- 3月3日 –シン フェインは、1月30日に殺害されたベルファスト出身のロバート・マッカートニーの殺害に関与したとして、7人のメンバーを停職処分にした[6]。
- 3月17日 –聖パトリックの日: 殺害されたベルファストの男、ロバート・マッカートニーの姉妹と婚約者は、アメリカ合衆国でジョージ W. ブッシュ大統領と会合した[7]。
- 5月5日 - イギリス総選挙[8]。
- 5月7日 -アルスター統一党党首のデビッド・トリンブルは、総選挙で議席を失った後、党首を辞任した[9]。
- 5月 - 北アイルランド警察は、最初のヘリコプター、ユーロコプター EC 135を受け取った[10]。
- 6月23日 - IRAは、1973年11月にデリーで射殺された 14 歳のキャスリーン・フィーニーの家族に、率直に謝罪した。 IRA は以前、イギリス軍の殺害を非難し、報復としてイギリス兵を殺害した[11]。
- 7月28日 - 暫定アイルランド共和国軍は武装作戦を終了し、すべての部隊に武器の投棄とメンバーには他のいかなる種類の活動にも従事しないように命じた[12]。
- 8月2日 - 英国陸軍は、ベルファストのディビス タワーの頂上にある観測所の解体を開始した[13]。
- 9月7日 - ベルファストのウィンザー・パークで、北アイルランドがイングランドを1-0で下した。チームがホームでイングランドを破ったのは1927年以来のことだった[14]。
- 9月10日 - 2005年ベルファスト暴動[15]
- 9月14日 - 北アイルランド国務長官ピーター・ヘインは、UVFとロイヤリスト義勇軍との確執が続き、最近の警察に対する暴力により、政府はロイヤリスト民兵組織アルスター義勇軍の停戦を認めなくなったと発表した。 . [16]
- 9月 - 歴史調査チーム(北アイルランド警察の部隊) が設立され、トラブル(特に1968年から1998年) の間に犯された3,269件の未解決の殺人事件を調査した[17]。
- 11月20-22日 –ダライ・ラマ法王テンジン・ギャツォは3日間の訪問を行いました。彼にとって2回目となる北アイルランド訪問では、「平和の精神的側面」をテーマにした会議が行われました。彼は到着日に、平和と和解の中心であるアントリム州バリーキャッスルにあるコリーミーラ コミュニティを訪れた。彼は21日、ベルファストに北アイルランド調停の本部を正式に開設し、翌日、聖アン大聖堂で行われた2005年の平和への道の祝賀会に出席しました。彼が最後に北アイルランドを訪れたのは2000年10月であった[18][19]。
- 11月24日 –アッバス ブトラブは、北アイルランドの二重法廷で有罪判決を受けた最初の非共和主義者またはロイヤリストとなった。彼は、旅客機の爆撃に使用できる情報を持っていたとして有罪判決を受けた[20]。
- 12月3日 –国会議事堂でジョージ・ベストの葬儀が行われました。約25,000人が敷地内に集まり、さらに数千人がコルテッジルートに並んた[21]。
- 12月8日 –メアリー・マカリーズ大統領がヒルズバラ城でエリザベス 2 世と面会。両首脳がアイルランドで会談するのは初めて[22]。
- 12月19日 – 2004 年のシビル パートナーシップ法が施行され、同性カップルに既婚の異性愛者と同様の法的権利が与えられました。シャノン・シックルズとグレイン・クローズの間で、ベルファスト市庁舎で、新しい規則の通常の適用の下で、英国で最初のシビル・パートナーシップが登録された[23]。

## 芸術と文学
- - Nick Lairdの詩『To a Fault』 (1 月) [24]と小説『Utterly Monkey』(5 月) が出版された[25]。

## スポーツ

### フットボール
- サッカー ワールド カップ 2006 予選[26]
  - イングランド4-0北アイルランド(3月26日)
  - ポーランド1-0 北アイルランド (3月30日)
  - 北アイルランド 2-0アゼルバイジャン(9 月 3 日)
  - 北アイルランド 1-0 イングランド (9 月 7 日)
  - 北アイルランド 2–3ウェールズ(10 月 8 日)
  - オーストリア2-0 北アイルランド (10 月 12 日)

北アイルランドは出場権を獲得できなかった
- その他の国際試合
  - 北アイルランド 1–4ドイツ(6 月 4 日) [27]
  - 北アイルランド 1 対 1ポルトガル(11 月 15 日) [28]
- セタンタカップ

勝者:リンフィールド
勝者:グレントラン
- アイリッシュカップ

勝者:ポータダウン5–1ラーン
- IFAは 125 周年を迎えました。 [32]
- 19 歳未満のUEFA欧州選手権はアイルランドが主催し、7 月 29 日にウィンザー パークで行われた決勝ではフランスが優勝しました。 [33]
- UEFA チャンピオンズ リーグの予選 1 回戦で全アイルランドの衝突がありました。シェルボーンは合計でグレントランを6–2で破りました。 [34]

### ゲール語のゲーム
- クリスティ リング カップ ファイナル
  - ウェストミース1–23 : 2–18下[35]
- 全アイルランドシニアフットボール選手権決勝
  - タイロン1–16 : 2–10ケリー[36]

### アイスホッケー
- ベルファスト ジャイアンツは、エリート アイスホッケー リーグのシーズンを次点で終了し、コベントリー ブレイズに続きました。 [37]

### オートバイ
- 2月8日 –ロバート・ダンロップがアイルランドのモーターサイクル殿堂入りを果たし、引退から復帰した。 [38]

### ラグビーユニオン
- RBS シックス ネイションズ チャンピオンシップ[39]
  - アイルランド28–17イタリア
  - アイルランド 40–13スコットランド
  - アイルランド 19–13イングランド
  - アイルランド 19–26フランス
  - アイルランド 20–32ウェールズ
- 秋のインターナショナル
  - アイルランド7–45ニュージーランド[40]
  - アイルランド14–30オーストラリア[41]
  - アイルランド43–12ルーマニア[42]

## 死亡者（数
- 1月31日 –ロバート・マッカートニー、暫定アイルランド共和国軍のメンバーによって実行されたとされる殺人の犠牲者 (1971年生まれ)。 [2]
- 4月28日 –ミッキー・マーリー、ストリート・エンターテイナー[43]
- 8月13日 –ロビー・ミラー、シェフ兼レストラン経営者（ 1967年生まれ）。 [44]
- 8月19日 – Mo Mowlam 、第11代北アイルランド担当国務長官( 1949年生まれ) [45]
- 8月26日 -ジェリー・フィット、社会民主労働党の創設者 ( 1926年生まれ)。 [46]
- 10 月 4 日 –ジム・グレイ、東ベルファストの元アルスター防衛協会リーダー ( 1958 年生まれ)。 [47]
- 11月25日 –ジョージ・ベスト、元北アイルランドおよびマンチェスター・ユナイテッドのサッカー選手( 1946年生まれ)。 [48]
- 12 月 19 日 –チャールズ ブレット、弁護士、ジャーナリスト、作家、アルスター建築遺産協会の創設メンバー ( 1928 年生まれ)。 [49]